# Diocesi di Samoa-Pago Pago
La diocesi di Samoa-Pago Pago (in latino: Dioecesis Samoa-Pagopagensis) è una sede della Chiesa cattolica negli Stati Uniti d'America suffraganea dell'arcidiocesi di Samoa-Apia. Nel 2022 contava 11.700 battezzati su 56.300 abitanti. È retta dal vescovo Kolio Etuale.

## Territorio
La diocesi comprende le Samoa Americane.
Sede vescovile è la città di Tafuna (isola di Tutuila), dove si trova la cattedrale della Sacra Famiglia. A Fagatogo si trova la concattedrale di San Giuseppe Lavoratore.
Il territorio è suddiviso in 29 parrocchie.

## Storia
La diocesi è stata eretta il 10 settembre 1982 con la bolla Studiose quidem di papa Giovanni Paolo II, in seguito alla divisione della diocesi di Samoa e Tokelau, da cui ha tratto origine anche l'arcidiocesi di Samoa-Apia.

## Cronotassi dei vescovi
Si omettono i periodi di sede vacante non superiori ai 2 anni o non storicamente accertati.
- Sede vacante (1982-1986)

- John Quinn Weitzel, M.M. † (9 giugno 1986 - 31 maggio 2013 ritirato)
- Peter Hugh Brown, C.SS.R. (31 maggio 2013 - 29 aprile 2023 ritirato)
- Kolio Etuale, succeduto il 29 aprile 2023

## Statistiche
La diocesi nel 2022 su una popolazione di 56.300 persone contava 11.700 battezzati, corrispondenti al 20,8% del totale.
| anno | popolazione | popolazione | popolazione | presbiteri | presbiteri | presbiteri | presbiteri                | diaconi | religiosi | religiosi | parrocchie |
| anno | battezzati  | totale      | %           | numero     | secolari   | regolari   | battezzati per presbitero | diaconi | uomini    | donne     | parrocchie |
| ---- | ----------- | ----------- | ----------- | ---------- | ---------- | ---------- | ------------------------- | ------- | --------- | --------- | ---------- |
| 1990 | 8.000       | 35.000      | 22,9        | 12         | 9          | 3          | 666                       | 1       | 6         | 15        | 7          |
| 1999 | 12.160      | ?           | ?           | 9          | 9          |            | 1.351                     | 19      |           | 14        | 11         |
| 2000 | 13.402      | 62.000      | 21,6        | 9          | 9          |            | 1.489                     | 19      |           | 11        | 11         |
| 2001 | 12.000      | 62.000      | 19,4        | 13         | 10         | 3          | 923                       | 16      | 3         | 11        | 11         |
| 2002 | 11.850      | 57.291      | 20,7        | 13         | 8          | 5          | 911                       | 17      | 5         | 12        | 13         |
| 2003 | 12.000      | 60.000      | 20,0        | 14         | 10         | 4          | 857                       | 16      | 4         | 14        | 13         |
| 2004 | 12.000      | 60.000      | 20,0        | 16         | 12         | 4          | 750                       | 15      | 4         | 13        | 14         |
| 2010 | 14.000      | 68.000      | 20,6        | 21         | 18         | 3          | 666                       | 31      | 3         | 10        | 16         |
| 2014 | 14.030      | 68.200      | 20,6        | 15         | 13         | 2          | 935                       | 22      | 2         | 1         | 18         |
| 2017 | 12.600      | 61.000      | 20,7        | 16         | 14         | 2          | 787                       | 23      | 2         |           | 19         |
| 2020 | 13.270      | 63.660      | 20,8        | 18         | 16         | 2          | 737                       | 20      | 5         | 2         | 29         |
| 2022 | 11.700      | 56.300      | 20,8        | 19         | 17         | 2          | 615                       | 20      | 5         | 2         | 29         |